# Rosa deqenensis
Rosa deqenensis är en rosväxtart som beskrevs av Tsue Chih Ku. Rosa deqenensis ingår i släktet rosor, och familjen rosväxter. Inga underarter finns listade i Catalogue of Life.